# Landifay-et-Bertaignemont
 Landifay-et-Bertaignemont  là một xã ở tỉnh Aisne, vùng Hauts-de-France thuộc miền bắc nước Pháp.